# 영용

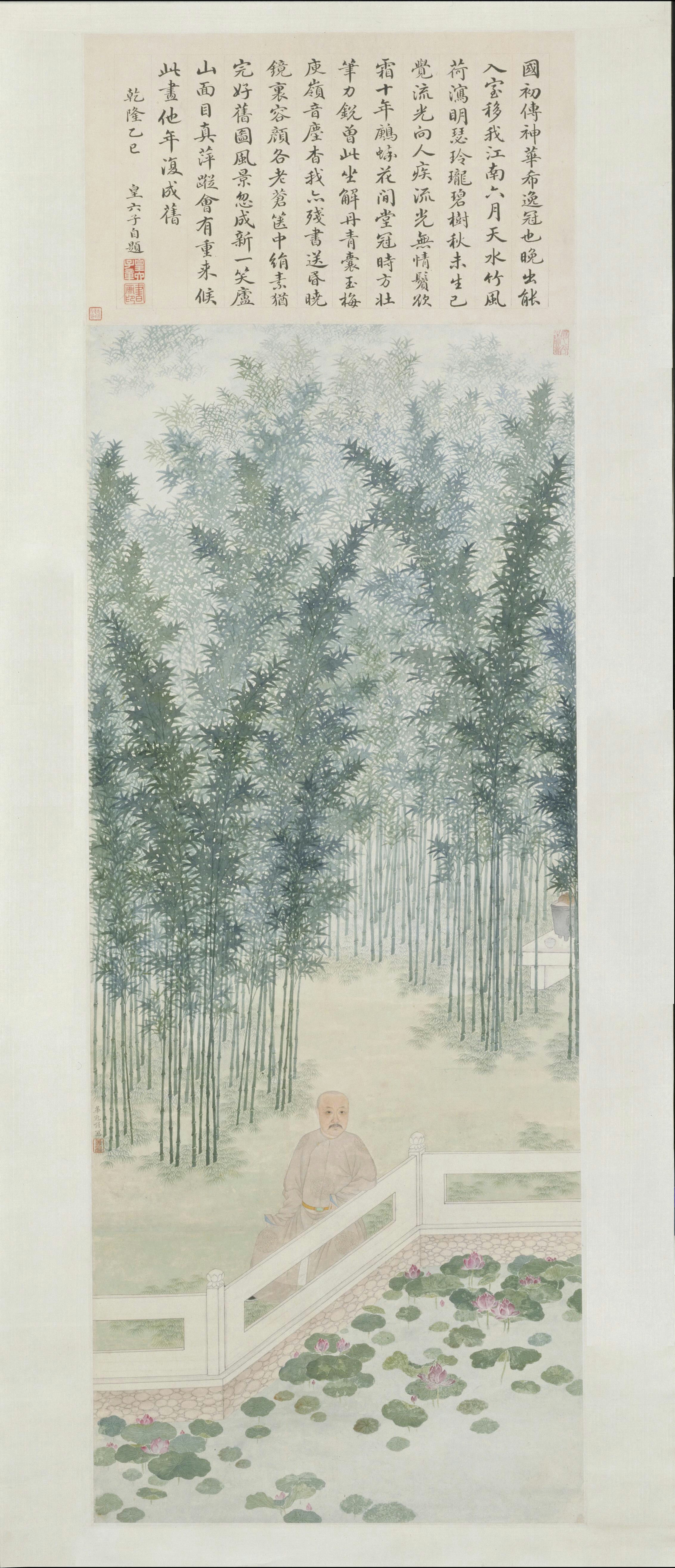

질장친왕(質莊親王, 1744년 1월 28일 ~ 1790년 6월 13일)은 중국 청나라 제6대 황제 건륭제(乾隆帝)의 서자(庶子)이며 청나라 제7대 황제 가경제(嘉慶帝)의 이복 형이고 이름은 아이신줴뤄 융룽(愛新覺羅 永瑢, 애신각라 영용)이다.

## 생애
부황 건륭제 치세 때 출생하였고 일찍이 친왕 작위에 책봉되었지만 1788년 장치불사증에 걸려 2년간 투병하다가 1790년 6월 13일 향년 46세로 훙서(薨逝)하였다.

## 같이 보기
- 각혜황귀비
- 철민황귀비
- 순혜황귀비